# Capsodes
Capsodes är ett släkte av insekter. Capsodes ingår i familjen ängsskinnbaggar.
Släktet innehåller bara arten Capsodes gothicus.